# Army of the Night
Army of the Night – pierwszy singel z szóstego studyjnego albumu niemieckiego zespołu Powerwolf grającego power metal. Został wydany 25 maja 2018.
Teledysk do utworu został opublikowany w serwisie YouTube 25 czerwca 2015.
W 2018 szwedzki zespół Amaranthe nagrał cover utworu. Został umieszczony na edycji limitowanej albumu Powerwolf pt. The Sacrament Of Sin.

## Wykonawcy
- Attila Dorn – śpiew
- Matthew Greywolf – gitara
- Charles Greywolf – gitara basowa
- Falk Maria Schlegel – instrumenty klawiszowe
- Roel van Helden – perkusja